# Videografia de Hannah Montana
Esta é uma lista dos DVD's da série Hannah Montana, lançados nas regiões 1, 2 e 4.

## Região 1 (Estados UnidoseCanadá)

### DVD's com outras séries
| Título                                            | Data de Lançamento               | Episódios | Bônus                                                                                   |
| ------------------------------------------------- | -------------------------------- | --- | --------------------------------------------------------------------------------------- |
| A Aventura de Raven, Zack & Cody e Hannah Montana | Região 1: 16 de Janeiro de 2007  | - "Saindo Fora" ("As Visões da Raven") - "A Aventura de Raven, Zack & Cody e Hannah Montana" ("Zack & Cody: Gêmeos em Ação") - "Na Estrada de Novo?" ("Hannah Montana")        | - Vídeo de "Who Said" (Hannah Montana)                                                  |
| Wish Gone Amiss Weekend                           | Região 1: 27 de Novembro de 2007 | - "Fazendo Pedidos" ("Cory na Casa Branca") - "Super Gêmeos" ("Zack & Cody: Gêmeos em Ação") - "Quando Você Deseja Ser a Estrela" ("Hannah Montana")                           | - "Guia para Fazer Desejos", com Jason Earles, de Hannah Montana                        |
| Wizards on Deck With Hannah Montana               | Região 1: 22 de Setembro de 2009 | - "Lançados Para Longe (Para Outra Série)" ("Os Feiticeiros de Waverly Place") - "Dupla-Cruzada" ("Zack e Cody: Gêmeos a Bordo") - "Super(sticiosa) Garota" ("Hannah Montana") | - Justin's Award Winning Essay - It's A Suite Life Having Fun With Hannah & The Wizards |

### Outros
| Título                                                    | Data de Lançamento             | Informações Adicionais | Bônus |
| --------------------------------------------------------- | ------------------------------ | --- | --- |
| Hannah Montana & Miley Cyrus: Best of Both Worlds Concert | Região 1: 19 de Agosto de 2008 | Recordando o sucesso dos cinemas, a versão home seria vendida por "tempo limitado". Lançado em Blu-Ray e DVD em 3D, sendo o primeiro a ganhar uma versão Blu-Ray. | - The Ultimate Personal Tour - Sing Along - Additional songs: - Good and Broken - S.O.S. |
| Hannah Montana: The Movie                                 | Região 1: 18 de Agosto de 2009 | Versão em Blu-Ray com mais bônus. | - Miley Cyrus "The Climb" music video - Bloopers - Deleted Scenes - Director's Audio Commentary - "Find Your Way Back Home" - "I Should Have Gone to Film School", com Jason Earles - Digital Copy |

### Boxes
| Nome                   | Data de Lançamento               | Episódios                  | Informações Adicionais |
| ---------------------- | -------------------------------- | -------------------------- | --- |
| Hannah Montana         | Região 1: 18 de Novembro de 2008 | 26                         | Este é um box com 4 discos, que trazem todos os episódios da temporada e alguns bônus.                                    |
| Hannah Montana Two     | Região 1                         | 29                         | Nesta temporada, os DVD's foram lançados em 4 discos separados, em Parte 1 e Parte 2, o box não foi lançado nesta região. |
| Hannah Montana Three   | Região 1                         | 30                         | É possível que mais uma vez, não seja lançado um box, e sim, os DVD's separados.                                          |
| Miley Says Goodbye     | Região 1                         | 9 de Março de 2001 \|2     | 1 disco com 2 episódios da 3ª temporada: Miley Diz Adeus? - Partes 1 e 2.                                                 |
| Hannah Montana Forever | Região 1                         | 13                         | Será lançado em 2011 um box da temporada com 2 discos.                                                                    |
| Who Is Hannah Montana? | Região 1                         | 3 de Novembro de 2010 \|13 | DVD com episódios de outras temporadas.                                                                                   |

## Região 2 (Europa,Turquia,Argélia,Arábia Saudita,JapãoeÁfrica do Sul)

### DVD's em volumes
| Título                            | Data de Lançamento                                                                                            | Episódios | Bônus |
| --------------------------------- | --- | --- | --- |
| Volume 1: Behind The Spot Light   | Região 2 - Reino Unido: 23 de Março de 2007 · Alemanha: 13 de Setembro de 2007 · França: 3 de Outubro de 2007 | - "Money for Nothing, Guilt for Free" (Episódio ainda não-exibido na época do lançamento) - "Lilly, Do You Want to Know a Secret?" (Episódio Piloto) - "Miley Get Your Gum" - "I Can't Make You Love Hannah If You Don't" | - Miley Cyrus Exclusive Interview on Following Your Dreams - Miley's Audition Tapes - Vídeo de "The Best of Both Worlds"                                      |
| Volume 2: Pop Star Profile        | Região 2 - Reino Unido: 29 de Outubro de 2007 · Alemanha: 6 de Março de 2008 · França: 19 de Março de 2008    | - "New Kid in School" - "More Than a Zombie to Me" - "Good Golly Miss Dolly" - "People Who Use People" | - Vídeo de "Nobody's Perfect" - A Day with Miley Cyrus and Her Family                                                                                         |
| Volume 3: Life's What You Make It | Região 2 - Reino Unido: 10 de Março de 2008                                                                   | - "Achy Jakey Heart, Part 1" - "Achy Jakey Heart, Part 2" - "I Am Hannah, Hear Me Croak" - "I Want You to Want Me ... To Go to Florida"                                                                                   | - Hannah Montana Backstage Pass - Vídeo de "Ready, Set, Don't Go", com Billy Ray Cyrus                                                                        |
| Volume 4: One in a Million        | Região 2 - Reino Unido: 15 de Setembro de 2008                                                                | - "Lilly's Mom Has Got It Goin' On" - "Me and Mr. Jonas and Mr. Jonas and Mr. Jonas" - "I Will Always Loathe You" - "That's What Friends Are For?"                                                                        | - Episódio de That's So Raven: "Run Raven Run" - "Come Feud with Me" - The top 10 Disney Channel feuds - Vídeo de "One in a Million" - Vídeo de "True Friend" |
| Volume 5: Keeping It Real         | Região 2 - Reino Unido: 31 de Março de 2009                                                                   | - "The Test of My Love" - "Don't Stop 'Til You Get the Phone" - "Yet Another Side of Me" - "We're All on This Date Together" - "Ready, Set, Don't Drive" (Episódio Bônus)                                                 | - Backstage Disney: Miley's Makeover: Hannah Gets A New Look!                                                                                                 |

### DVD's com outras séries
| Título                                 | Data de Lançamento                            |
| -------------------------------------- | --------------------------------------------- |
| That's So Suite Life of Hannah Montana | Região 2 - Reino Unido: 21 de Abril de 2008   |
| Wish Gone Amiss Weekend                | Região 2 - Reino Unido: 1 de Setembro de 2008 |
| Wizards on Deck with Hannah Montana    | 22 de Setembro de 2009                        |

### Outros
| Título                                                    | Data de Lançamento | Informações Adicionais                                                                                    | Bônus                                   |
| --------------------------------------------------------- | --- | --- | --------------------------------------- |
| Triple Pack                                               | Região 2 - Reino Unido: 5 de Maio de 2008 | Inclui os primeiros 3 volumes: Behind The Spot Light, Pop Star Profile e Life Is What You Make It.        | Todos os bônus das versões individuais. |
| Hannah Montana & Miley Cyrus: Best of Both Worlds Concert | Região 2 - Alemanha: 16 de Outubro de 2008 · Reino Unido: 3 de Novembro de 2008 · Roménia: 14 de Abril de 2009                                      | Recalling ** "Pumpin' Up the Party" - Vídeo de "Start All Over" - Vídeo de "When You Look Me in the Eyes" |                                         |
| Hannah Montana: The Movie                                 | Região 2 - Reino Unido: 7 de Setembro de 2009 · Roménia: 19 de Setembro de 2009 · Alemanha: 8 de Outubro de 2009 · Eslovênia: 2 de Novembro de 2009 | Também em Blu-ray.                                                                                        | Os mesmos bônus da Região 1.            |

### Boxes e volumes
| Título              | Data de Lançamento | Episódios | Informações Adicionais | Bônus |
| ------------------- | --- | --------- | --- | --- |
| Season 1            | Região 2 - Japão: 31 de Março de 2008 · Alemanha: 16 de Outubro de 2008 · França: 22 de Outubro de 2008 · Roménia: 14 de Fevereiro de 2009 · Dinamarca: 31 de Março de 2009 · Reino Unido: 4 de Maio de 2009 | 26        | Este é um box com 4 discos, que trazem todos os episódios da temporada e alguns bônus. | - Backstage Disney: Back home again with Miley - Fan-nah Montana - Hannah's Highlights |
| Season 2            | Região 2 - Alemanha: 10 de Setembro de 2009 · Japão: 7 de Outubro de 2009 · França: 21 de Outubro de 2009 · Eslovênia: 2 de Novembro de 2009 · Dinamarca: 3 de Novembro de 2009 · Roménia: 2010              | 29        | Este é um box com 4 discos, que trazem todos os episódios da temporada (29 episódios), com exceção de "No Sugar, Sugar". Na Europa Oriental foi lançado um box com 5 discos, no qual o último disco contém mais bônus especiais.                           | - Backstage Pass: The Secrets of Hannah Montana - Vídeo de "One in a Million" - Vídeo de "True Friend" - Vídeo de "Ready, Set, Don't Go", com Billy Ray Cyrus - Hannah's Highlights                            |
| Season 2 - Volume 1 | Região 2 - Roménia: 14 de Fevereiro de 2009 · Espanha: 2 de Abril de 2009 · Dinamarca: 14 de Abril de 2009 · Reino Unido: 6 de Julho de 2009                                                                 | 7         | Este volume inclui os sete primeiros episódios da temporada. | - Backstage Pass: The Secrets of Hannah Montana - Vídeo de "One in a Million" - Vídeo de "True Friend" |
| Season 2 - Volume 2 | Região 2 - Dinamarca: 14 de Abril de 2009 · Espanha: 4 de Junho de 2009 · Reino Unido: 20 de Julho de 2009 · Roménia: 19 de Setembro de 2009                                                                 | 8         | Este volume inclui os episódios 8-15 da temporada. | - Vídeo de "Ready, Set, Don't Go", com Billy Ray Cyrus |
| Season 2 - Volume 3 | Região 2 - Espanha: 2 de Abril de 2009 · Dinamarca: 2 de Junho de 2009 · Reino Unido: 3 de Agosto de 2009 · Roménia: 22 de Fevereiro de 2010                                                                 | 7         | Este volume inclui os episódios 16-22 da temporada. | |
| Season 2 - Volume 4 | Região 2 - Dinamarca: 2 de Junho de 2009 · Reino Unido: 17 de Agosto de 2009 · Roménia: Março de 2010 | 7         | Este volume inclui os últimos episódios da temporada, com exceção de "No Sugar, Sugar". | |
| Season 3            | Região 2 - Alemanha: 2 de Junho de 2010 · França: 20 de Outubro de 2010 | 30        | Este é um box com 4 discos, que trazem todos os 30 episódios da temporada e alguns bônus, incluindo o final alternativo para "He Could Be the One" e "Uptight (Oliver's Alright)", episódio regravado da temporada anterior, tendo sido cortado outra vez. | - Even More Sister Secrets - The Best Of Both Worlds and Crew - Hannah's Highlights - Jake or Jesse - Final alternativo para "He Could Be The One" - The Golden Nonsense Awards (Now with even more nibblets!) |
| Season 3 - Volume 1 | Região 2 - França: 17 de Fevereiro de 2010 Reino Unido: 10 de Maio de 2010 | 8         | Este volume inclui os oito primeiros episódios da temporada. | - Even More Sister Secrets - Dylan & Cole Sprouse: Blu-ray™ Is Suite! |
| Season 3 - Volume 2 | Região 2 - França: 19 de Maio de 2010 · Reino Unido: 7 de Junho de 2010 | 7         | Este volume inclui os episódios 9-15 da temporada. | - The Best Of Both Worlds: Cast Sync-Tacular! - Dylan & Cole Sprouse: Blu-ray™ Is Suite! |
| Season 3 - Volume 3 | Região 2 - Reino Unido: 5 de Julho de 2010 · França: 25 de Agosto de 2010 | 7         | Este volume inclui os episódios 16-22 da temporada (incluindo a 2ª parte de "He Could Be the One"). | - Final alternativo para "He Could Be the One (part 2)" - Hannah Montana's Highlights: Miley Hurt Feeling of the Radio Star - Dylan & Cole Sprouse: Blu-ray™ Is Suite!                                         |
| Season 3 - Volume 4 | Região 2 - Reino Unido: 9 de Agosto de 2010 | 8         | Este volume inclui os últimos episódios da temporada, com exceção de "Uptight (Oliver's Alright)". | - Dylan & Cole Sprouse: Blu-ray™ Is Suite! - Music & More: The Golden Sweet Niblet Awards (Now With Even More Niblets!)                                                                                        |

## Região 4 (Austrália,Nova Zelândia,México,CaribeeAmérica do Sul)

### DVD's em volumes
| Título                           | Data de Lançamento                           | Episódios | Bônus |
| -------------------------------- | -------------------------------------------- | --- | --- |
| Volume 1: Nos Bastidores da Fama | Região 4 - Austrália: 12 de Setembro de 2007 | - "Dinheiro Pra Nada, Culpa de Graça" - "Lilly, Você Quer Saber Um Segredo?" (Episódio Piloto) - "Miley, Pegue Seu Chiclete" - "Eu Não Posso Fazer Você Amar a Hannah Se Você Não A Ama" | - Miley Cyrus Exclusive Interview on Following Your Dreams - Miley's Audition Tapes - Vídeo de "The Best of Both Worlds" |
| Volume 2: Perfil de uma Popstar  | Região 4 - Austrália: 4 de Março de 2008     | - "New Kid in School" - "More Than a Zombie to Me" - "Good Golly Miss Dolly" - "People Who Use People"                                                                                   | - Vídeo de "Nobody's Perfect" - A Day with Miley Cyrus and Her Family                                                    |

### DVD's com outras séries
| Título                                 | Data de Lançamento                       | Episódios                               | Bônus |
| -------------------------------------- | ---------------------------------------- | --------------------------------------- | --- |
| That's So Suite Life of Hannah Montana | Região 4 - Austrália: 1 de Julho de 2008 | - "On the Road Again?" (Hannah Montana) | - Vídeo de "Who Said" (Hannah Montana) (Este DVD também inclui episódios de "That's So Raven" e de "The Suite Life of Zack and Cody". Todos os 3 episódios se cruzam uns com os outros.) |

### Outros
| Título                                                    | Data de Lançamento                                                           | Informações Adicionais | Bônus |
| --------------------------------------------------------- | ---------------------------------------------------------------------------- | --- | --- |
| Hannah Montana & Miley Cyrus: Best of Both Worlds Concert | Região 4 - Austrália: 8 de Outubro de 2008 · Argentina: 19 de Agosto de 2008 | Recordando o sucesso dos cinemas, a versão home seria vendida por "tempo limitado". Lançado em Blu-Ray e DVD em 3D, sendo o primeiro a ganhar uma versão Blu-Ray. | - The Ultimate Personal Tour - Sing-Along - Canções extras que não foram exibidas nos cinemas: - Right Here - Pumpin' Up the Party - Start All Over - Jonas Brothers - When You Look Me in the Eyes |

### Boxes e partes
| Título                     | Data de Lançamento                                                            | Episódios | Informações Adicionais |
| -------------------------- | ----------------------------------------------------------------------------- | --------- | --- |
| The Complete First Season  | Região 4 - Austrália: 5 de Novembro de 2008                                   | 26        | Este é um box com 4 discos, que trazem todos os episódios da temporada e alguns bônus. - Bônus: - Back Home Again With Miley - Hannah's Highlights - "Grandmas, Don't Let Your Babies Grow Up to Play Favourites" - "You're So Vain, You Probably Think This Zit Is About You" - "Torn Between Two Hannahs" - "The Idol Side of Me" |
| Season Two: Part One       | Região 4 - Austrália: 1 de Abril de 2009                                      | 15        | Esta é uma versão que traz dois discos com os 15 primeiros episódios da temporada. - Bônus: - Hannah Montana: Backstage Pass - One in a Million (Vídeo) - True Friend (Vídeo) - Ready, Set, Don't Go (Vídeo) |
| Season Two: Part Two       | Região 4 - Austrália: 2 de Junho de 2009                                      | 14        | Esta é uma versão que traz dois discos com os últimos episódios da temporada. Nota: No Sugar, Sugar não está incluso. - Bônus: - Hannah's Highlights: "Lilly's Mom Has Got It Goin' On" - Miley's Makeover: Hannah Gets A New Look |
| The Complete Second Season | Região 4 - Austrália: 25 de Novembro de 2009 · México: 27 de Novembro de 2009 | 29        | Este é um box com 5 discos, que trazem todos os episódios da temporada (29 episódios), com exceção de "No Sugar, Sugar" e alguns bônus especiais. - Bônus: - Hannah Montana: Backstage Pass - Miley's Makeover: Hannah Gets a New Look - The 1st Annual Sweet Nibblets Awards - Sister's Secrets - Hannah Montana's Guide for Surviving High School - Hannah's Highlights: "Lilly's Mom Has Got It Goin' On" - One in a Million (Vídeo) - True Friend (Vídeo) - Ready, Set, Don't Go (Vídeo) |
| The Complete Third Season  | Região 4 - 2010                                                               | 30        | |

## DVD's noBrasil
| Título                                                                   | Data de Lançamento | Informações Adicionais                                                                                    | Bônus                                   |
| ------------------------------------------------------------------------ | --- | --- | --------------------------------------- |
| Nos Bastidores da Fama (Living the Rock Star Life/Behind the Spot Light) | Região 4 - Brasil: 23 de Março de 2007 | Inclui .                                                                                                  | Todos os bônus das versões individuais. |
| Hannah Montana & Miley Cyrus: Best of Both Worlds Concert                | Região 2 - Alemanha: 16 de Outubro de 2008 · Reino Unido: 3 de Novembro de 2008 · Roménia: 14 de Abril de 2009                                      | Recalling ** "Pumpin' Up the Party" - Vídeo de "Start All Over" - Vídeo de "When You Look Me in the Eyes" |                                         |
| Hannah Montana: The Movie                                                | Região 2 - Reino Unido: 7 de Setembro de 2009 · Roménia: 19 de Setembro de 2009 · Alemanha: 8 de Outubro de 2009 · Eslovênia: 2 de Novembro de 2009 | Também em Blu-ray.                                                                                        | Os mesmos bônus da Região 1.            |